# 무함마드 5세 묘
무함마드 5세 묘(아랍어: ضريح محمد الخامس)는 모로코 라바트에 위치한 무함마드 5세 국왕의 영묘이다. 1912년 이래 술탄 벤 유세프는 프랑스의 식민통치에 항거하여 독립운동의 선두에서 싸웠는데, 1956년 3월에 모로코가 독립을 성취하자, 왕위에 올라 무함마드 5세가 되었고 후에 근대국가 건설에 힘쓰다가 1961년에 죽었다. 이 묘는 1971년에 준공되었고, 묘 속에 석관이 안치되어 있으며, 실내장식이 매우 훌륭하다.

## 같이 보기
- 하산 2세 모스크